# Myurium foxworthyi
Myurium foxworthyi là một loài Rêu trong họ Myuriaceae. Loài này được (Broth.) Broth. miêu tả khoa học đầu tiên năm 1909.